# مایلو زایلوتو
مایلو زایلوتو (به انگلیسی: Mylo Xyloto) نام پنجمین آلبوم استودیویی گروه آلترناتیو راک بریتانیایی کلدپلی است که در اکتبر ۲۰۱۱ به بازار عرضه شد. به گفته اعضای گروه، این آلبوم که تحت تاثیر سبک موسیقی خیابانی و دنس قرار دارد، یک آلبوم مفهومی است و روایتگر عشقی است که پایانی خوش دارد.

## فهرست آهنگ‌ها
همهٔ ترانه‌ها توسط گای بریمن, جانی باکلند,  ویل چمپیون, و کریس مارتین نوشته شده‌است.
| شماره | نام                             | مدت  |
| ----- | ------------------------------- | ---- |
| ۱.    | «مایلو زایلوتو»                 | ۰:۴۳ |
| ۲.    | «مثل بهشت درد می‌کند»            | ۴:۰۲ |
| ۳.    | «بهشت»                          | ۴:۳۷ |
| ۴.    | «چارلی براون»                   | ۴:۴۵ |
| ۵.    | «ما در برابر جهان»              | ۳:۵۹ |
| ۶.    | «M.M.I.X.»                      | ۰:۴۹ |
| ۷.    | «هر قطره اشک یک آبشار است»      | ۴:۰۰ |
| ۸.    | «میجر ماینس»                    | ۳:۳۰ |
| ۹.    | «یو.اف.او»                      | ۲:۱۷ |
| ۱۰.   | «شاهدخت چین» (with ریحانا)      | ۳:۵۹ |
| ۱۱.   | «در شعله های آتش»               | ۳:۱۳ |
| ۱۲.   | «انتقال امید»                   | ۰:۳۳ |
| ۱۳.   | «اجازه نده کسی قلب تو را بشکنه» | ۳:۵۴ |
| ۱۴.   | «پرواز با پرندگان»              | ۳:۴۵ |